# Olaf Rose

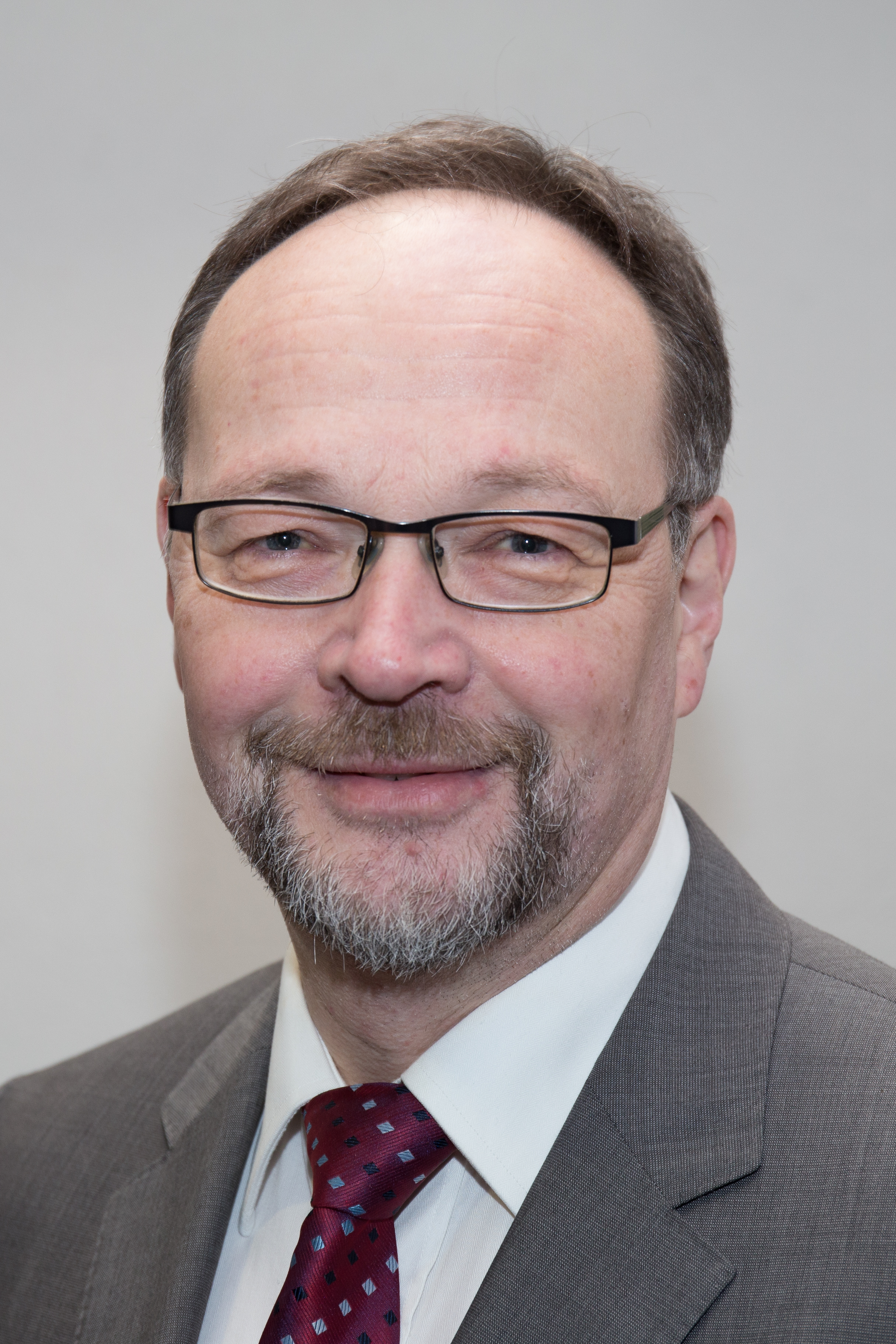
Olaf Rose (2017)

Olaf Rose (Arnsberg, 1958) is een Duits historicus en politicus namens de Nationaldemokratische Partei Deutschlands (NPD).
Rose was gemeenteraadslid in Pirna en parlementair-adviseur van de NPD fractie in de Saksische Landdag. Van 2008 tot 2009 maakte hij deel uit van het hoofdbestuur van de partij. Hij is mede-oprichter van het  Gesellschaft für Freie Publizistik.
In 2012 was Rose namens de NPD kandidaat bij de Duitse presidentsverkiezing. Hij kreeg 3 van de 1228 uitgebrachte geldige stemmen.